# 阔柄橐吾
阔柄橐吾（学名：Ligularia latipes）为菊科橐吾属的植物，是中国的特有植物。分布在中国大陆的四川等地，生长于海拔2,600米的地区，多生长在山坡，目前尚未由人工引种栽培。